# The Watsons
The Watsons est un roman inachevé de Jane Austen. Elle en a entamé la rédaction en 1804, et l'a probablement abandonné après la mort de son père en janvier 1805. D'autres sources affirment que cet abandon serait dû à la décision de l'éditeur qui avait acquis les droits du premier manuscrit de L'Abbaye de Northanger de ne finalement pas le publier. 

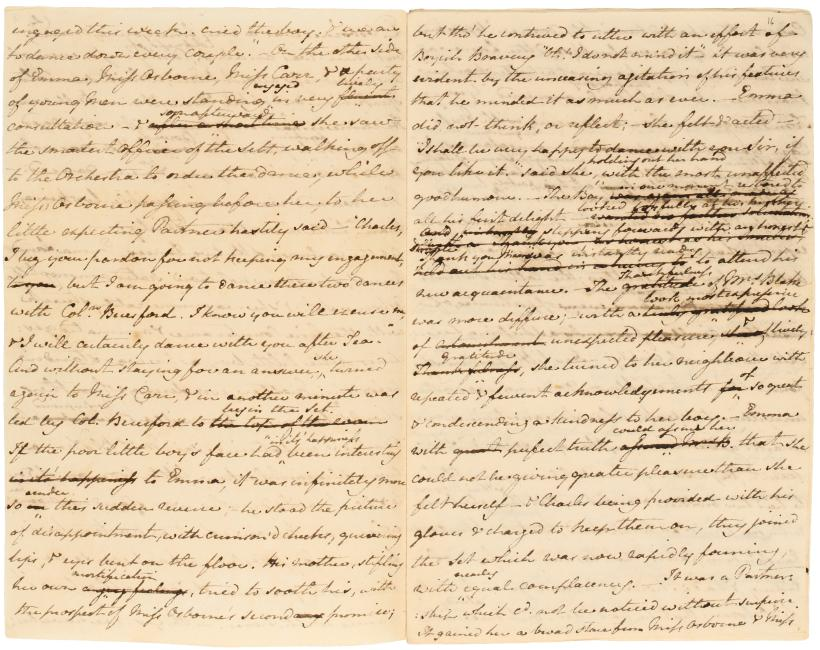
Pages adjacentes du manuscrit de Jane Austen de son roman inachevé, the Watsons

The Watsons a été publié pour la première fois en 1871.

## Résumé
La jeune Emma Watson retourne dans sa famille après avoir été élevée par une riche tante. La tante en question, dont tout le monde espérait qu'elle léguerait après sa mort sa fortune à Emma, a décidé de se remarier et de suivre son époux en Irlande.
Lorsqu'elle arrive chez elle, dans le Surrey, après de longues années d'absence, Emma découvre que ses deux frères et deux de ses sœurs, tous plus âgés qu'elle, sont absents. Elle se rend vite compte qu'elle n'est plus réellement à sa place dans sa famille, malgré l'amabilité de son père, un clergyman veuf extrêmement malade, et les efforts de sa sœur aînée, Elizabeth : elle a en effet bénéficié d'une meilleure éducation et acquis des habitudes d'élégance et de luxe, tout en restant simple. C'est avec horreur qu'elle découvre le comportement de ses sœurs Margaret et Pénélope, prêtes à tout pour dénicher un mari. Heureusement, elle bénéficie des conseils empreints d'esprit et de recul d'Elizabeth. 
Emma est invitée à un bal où viennent aussi les Osborne, une famille bien plus noble et riche que la sienne. Étant nouvelle au sein de la société locale, elle attire immédiatement l'attention de tous, et en particulier du jeune Lord Osborne. Au retour de sa sœur Margaret, Emma a tout le loisir de voir à quel point celle-ci se rend ridicule en courant après un ami de Lord Osborne, Tom Musgrave, qui est riche, mais aussi très arrogant ; on dit de lui qu'il a déjà brisé bien des cœurs.

## Personnages
Emma WatsonFort jolie (brune au teint mat...), élevée par son oncle et sa tante, un couple très aisé, elle a reçu une excellente éducation à la différence du reste de sa famille, de condition très modeste. Deux ans après la mort de son oncle, sa tante vient de se remarier (sa fortune passe donc sous la gestion de son nouveau mari) et a suivi son époux, le Capitaine O'Brien, en Irlande. A dix-neuf ans, Emma, dont le nouvel époux ne tenait pas à s'embarrasser, a donc dû revenir dans sa famille qu'elle n'avait pas vue depuis quatorze ans.
Elizabeth WatsonSœur aînée d'Emma, âgée d'environ vingt-huit ans, elle lui fait, lors de son arrivée, une description lucide des membres de la famille et de leurs connaissances, et se montre accueillante et pleine d'affection. Sérieuse et sans illusions, elle a eu une déception sentimentale : l'homme qu'elle aimait, Purvis, un ami de son frère Robert, a épousé quelqu'un d'autre. Elle est stupéfaite de voir Emma rester insensible au séduisant Tom Musgrave.
Penelope WatsonElle est prête à tout pour faire un bon mariage et sortir de la condition médiocre de sa famille, comme essayer de conquérir celui qu'aime sa sœur aînée ou tenter d'épouser un vieil homme riche.
Margaret WatsonAmoureuse de Tom Musgrave, elle se montre, soit pleine d'affectation, soit (au naturel), aigre et désagréable.
Robert Watson et sa femme JaneRobert Watson a une bonne situation (il est avoué à Croydon). Il a épousé la fille unique de l'avoué dont il a été le clerc, une femme riche et imbue d'elle-même. Ils sont prêts à accueillir Emma chez eux, mais elle préfère rester avec son père.
Sam WatsonDeuxième frère d'Emma Watson, il est considéré par les jeunes filles des alentours comme un mauvais parti, compte tenu de la médiocrité de son métier (chirurgien). Il est amoureux de Mary Edwards.
Mr WatsonC'est le père des six enfants Watson, un clergyman en très mauvaise santé lorsque le roman commence.
Tom MusgraveRiche, de manières aisées, il a conquis les sœurs Watson (Elizabeth, Penelope, et surtout Margaret), qui le trouvent fort séduisant. Mais lui-même se refuse à s'engager le moins du monde vis-à-vis d'elles. Il est cependant séduit par Emma Watson.
Lord OsborneJeune noble taciturne, qui ne reste pas longtemps insensible au charme d'Emma.
Lady OsborneC'est la belle et élégante mère de Lord Osborne et de Miss Osborne.
Mr HowardJeune trentenaire, ancien tuteur de Lord Osborne, il est, lorsque le roman commence, clergyman de la paroisse qui dépend du château des Osborne.
Mrs BlakeVeuve, sœur aînée de Mr Howard chez qui elle vit, elle a quatre enfants dont un charmant petit garçon de dix ans, Charles, est ami avec Emma.
Mr et Mrs EdwardsRiches amis des Watson, ils ont une fille unique, Mary, qui n'est pas insensible au charme des officiers, surtout du Capitaine Hunter.

## Fin (non écrite) du roman
La fin que Jane Austen aurait probablement écrite au roman nous est connue par la deuxième édition (1871) du livre de James Edward Austen-Leigh, A Memoir of Jane Austen. 
Il y rapporte en effet que Cassandra, la sœur et confidente de Jane Austen, avait elle-même raconté à ses nièces la fin que la romancière envisageait pour The Watsons : Mr Watson serait mort rapidement, comme pouvait le laisser penser son état de santé critique ; Emma aurait alors été prise en charge par son frère et par sa peu sympathique belle-sœur ; Lord Osborne lui aurait proposé le mariage, ce qu'elle aurait refusé. C'est l'amour porté par Lady Osborne à Mr Howard qui aurait constitué l'un des aspects les plus intéressants du roman, même si — bien sûr — Mr Howard aurait fini par épouser Emma Watson.
La raison pour laquelle le roman ne fut jamais achevé reste un mystère. Écrit en 1804, alors que Jane Austen était à Bath (qu'elle n'aimait pas), juste avant la mort de son père en 1805, il est possible que les circonstances pénibles qu'évoquait ce roman pour Jane Austen aient suffi à la pousser à l'abandonner.

## Adaptations
De nombreux admirateurs de Jane Austen regrettent que ce roman demeure inachevé, car son début le situe pleinement au niveau des six grands romans de l'écrivaine. Elle y reprend l'histoire de la jeune fille pauvre courtisée par un prince et qui, malgré tous les obstacles, finit par l'épouser. Ici, cependant, l'héroïne semble préférer un homme de moindre condition (Mr Howards) au prince (Lord Osborne). 
Le personnage d'Emma Watson, en particulier, cette héritière frustrée de ses espérances et sur le point de se trouver orpheline, apparaît séduisant. Elle est un subtil et heureux mélange d'Emma Woodhouse, l'héritière aux élégantes manières (Emma) , d'Elizabeth Bennet, gênée par la vulgarité de certains membres de sa famille, mais naturellement gaie et douée d'esprit de repartie (Pride and Prejudice) et, dans une moindre mesure, de Fanny Price, lorsqu'elle se retrouve à Portsmouth, en exil dans sa propre famille (Mansfield Park). 
La situation offre mille possibilités et l'héroïne est attachante. Aussi peut-on trouver de nombreux auteurs ayant essayé d’écrire une suite, certaines ayant été publiées.